# إذلال كانوسا

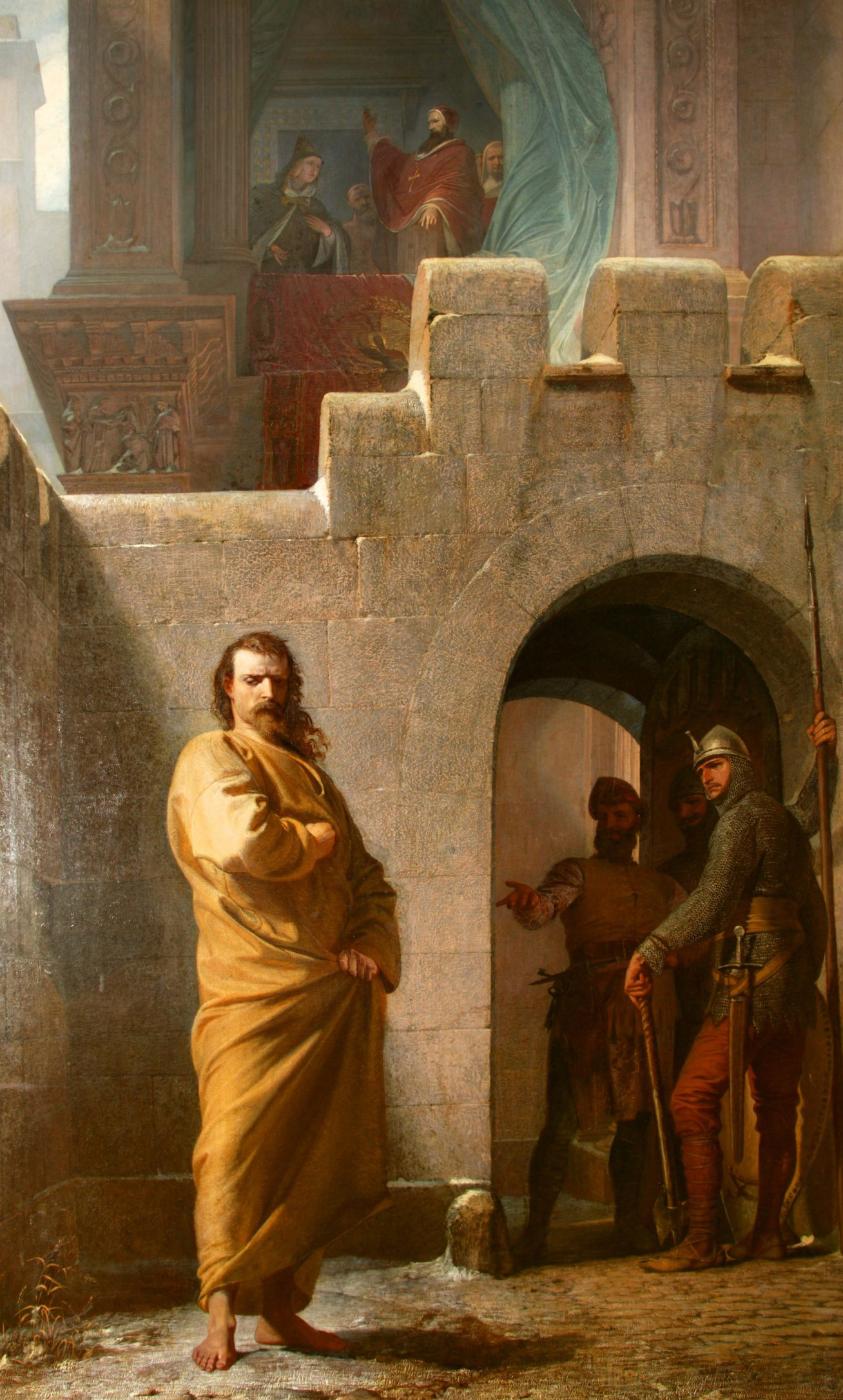
هاينريش عند كانوسا، رُسِمَتْ في 1862

إذلال كانوسا أو السير إلى كانوسا (بالإنكليزية Walk to Canossa ؛ بالألمانية Gang nach Canossa ؛ بالإيطالية l'umiliazione di Canossa) مصطلح يشير إلى رحلة هنري الرابع رأس الإمبراطورية الرومانية المقدسة من شباير إلى قلعة كانوسا، كما يشير إلى ما أحاط تلك الرحلة من أحداث.
وقعت هذه الأحداث حوالي كانون الثاني يناير من عام 1077 خلال صراع التعيين السياسي الذي شهد تصادم سلطة الكنيسة بقيادة البابا غريغوري السابع بسلطة الإمبراطور هنري الرابع، حيث من أجل أن يرفع البابا حرمان هنري الرابع كنسياً، أُجبر الأخير على التذلل منتظرا ًعلى ركبتيه لمدة ثلاثة أيام وثلاث ليال أمام بوابة دخول قلعة ماتيلدي، وقد هبت فجأة عاصفة ثلجية.

## الرحلة
كما أعلن غريغوري أن قسم الولاء الذي أقسمه الأمراء باطل باطل، والذي تبين أنه أكثر خطورة على حكم هنري حيث حقق التطور مصالح العديد من الحكام الإقليميين في الإمبراطورية. عندما التقى بطريرك أكويليا والمندوب البابوي في أكتوبر مع الأمراء الألمان في تريبور أقسموا على عدم الاعتراف بهنري ما لم يتم رفع الحظر في غضون عام. خوفًا من مزيد من التمرد بين الأرستقراطية الألمانية شعر هنري أنه يجب عليه التخلص من حرمانه الكنسي. كان لا يزال يحظى بشعبية بين عامة الناس، لكن الأمراء كانوا يهددون بانتخاب ملك جديد. كان عليه أن يؤمن منصبه في الكنيسة قبل الموعد النهائي الذي يقترب بسرعة من البابا.
بناءً على اقتراح مستشاريه رتب للقاء البابا الذي انطلق على طول الطريق عبر جبال الألب باتجاه أوغسبورغ. بدأ هنري رحلته في شباير وسافر جنوبًا فوق نهر الراين، ووجد موقفه غير مستقر. عندما رفض نبلاء شوابيان فتح الطريق إلى ممرات جبال الألب كان على الملك أن يتحرك عبر بورجوندي وعبور جبال الألب في منطقة مونت سينيس شديدة الانحدار. وفقًا لسجلات لامبرت من هرسفيلد خاطر هنري وزوجته بيرثا من سافوي وابنهم الصغير كونراد بحياتهم عن طريق عبور قمة جبال الألب في ظروف قاسية في منتصف الشتاء. بعد رحلة طويلة وصلوا إلى مسكن غريغوري في كانوسا في 25 يناير 1077.

## في القلعة
عندما وصل هنري إلى قلعة ماتيلدا أمر البابا بمنعه من الدخول. انتظر هنري عند البوابات واتخذ سلوك التكفير عن الذنب. كان يرتدي قميصًا من الشعر وهو الملابس التقليدية للرهبان في ذلك الوقت، ويُزعم أنه سار حافي القدمين. كما يُفترض أن العديد من حاشيته بمن فيهم الملكة بيرثا من سافوي والأمير كونراد خلعوا أحذيتهم. وفقًا لامبرت من هرسفيلد والروايات المباشرة للمشهد (رسائل كتبها كل من غريغوري وهنري في السنوات التالية) انتظر الملك عند البوابة لمدة ثلاثة أيام كاملة. طوال هذا الوقت كان يرتدي فقط قميص شعره التائب وهو صائم.
أخيرًا في 28 يناير تم فتح بوابات القلعة لهنري وسُمح له بالدخول. تشير الروايات المعاصرة إلى أنه جثو أمام البابا غريغوريوس وتوسل إليه المغفرة. برأ غريغوريوس هنري ودعاه للعودة إلى الكنيسة. في ذلك المساء شارك غريغوري وهنري وماتيلدا من توسكانا القربان في كنيسة سانت أبولونيو داخل القلعة مما يشير إلى النهاية الرسمية لحرم هنري الكنسي.
ما إذا كان هنري قد قام بالفعل بالتوبة الرسمية لم يتم إثباته بشكل قاطع. على أي حال استعاد حريته في التصرف وسرعان ما عاد إلى ألمانيا، بينما بقي غريغوري مع ماتيلدا في القلعة وفي مواقع أخرى في توسكانا لعدة أشهر.

## الاستخدام الحديث
في الاستخدام الحديث يشير «الذهاب إلى كانوسا» إلى فعل من أعمال الكفارة أو الخضوع. إن تعبير «الذهاب إلى كانوسا» هو تعبير يصف القيام بالتكفير عن الذنب، غالبًا مع الإشارة إلى أنها غير راغبة أو قسرية. على سبيل المثال استخدم أدولف هتلر هذا التعبير لوصف اجتماعاته مع رئيس الوزراء البافاري هاينريش هيلد بعد إطلاق سراحه من سجن لاندسبيرج في محاولته لرفع الحظر عن الحزب النازي. في عام 1938 دعا السير روبرت فانسيتارت لقاء رئيس الوزراء نيفيل تشامبرلين مع هتلر في بيرشتسجادن «مثلما ذهب هنري الرابع إلى كانوسا مرة أخرى».